# Sycobia bethyloides
Sycobia bethyloides är en stekelart som beskrevs av Walker 1871. Sycobia bethyloides ingår i släktet Sycobia och familjen fikonsteklar. Inga underarter finns listade i Catalogue of Life.